# Soós Tibor (zenész)
Soós Tibor (Mosonmagyaróvár, 1929. – 2021. szeptember 14.) magyar bárzongorista.

## Életpályája
Mosonmagyaróváron tizenévesként kezdett zenélni tangóharmonikán. Több helyi verseny megnyerése után 1949. augusztus 5-én élő adásban harmonikaszólókat játszott a rádióban Cziffra Györggyel közös műsorban.
Elvégezte a mosonmagyaróvári zeneiskolát és a győri konzervatóriumot, majd a Zeneakadémián tanult Kodály Zoltán (népdal), Ligeti György (zene elmélet), Járdányi Pál (szolfézs), Szabolcsi Bence (összhangzattan), Kadosa Pál (zongora), Maros Rudolf (népdal), Vásárhelyi Zoltán (karmester), Szőllősi András (zenetörténész) kezei alatt.
1963-tól külföldön zenélt: Finnországban, Hollandiában, az USA-ban, Kanadában, Dániában, Svédországban, Norvégiában, majd több mint egy évtizedet Ausztriában. Zongorázott Elizabeth Taylornak, Clint Eastwoodnak, Leonard Bernsteinnek, Zubin Mehtanak, Claudio Abbadonak vagy Helmut Zilknek.
Több ezer melódiát játszott fejből.

## Fellépései
- 1953–1958:  Kedves Eszpresszó (Zsolnai Hédi, Vécsei Ernő), Gerbeaud Cafe, Napfény – Anna – Paradiso – Pilvax – Pipacs Bár (partner: Fehér Pubi), többszöri rádiós szereplés (Németh Lehel)
- 1958:      6 hónap Bulgária (Szófia, Burgasz, Plovidiv, Várna, Neszebár)
- 1959:      Budagyöngye – Szép Ilonka – Old Firenze
- 1960:      Hungária Bár (partner: Radó Iván)
- 1961:      Moszkva Bár (énekes: Toldy Mária)
- 1962:      Fortuna Bár (partner: Radó Iván), Kisrabló Bár (partner: Kovács Jancsi)
- 1963:      Finnország (Finnpartner hajó, partnerek: Kovács Jancsi, Koslik Rudi, Papp Tivadar, énekesnő: Juditka)
- 1968:      Fészek Klub (dobos: Kovács Gyula), Hollandia (Rotterdam)
- 1969:      Hollandia (6 hónap), Olympia Bár (főnök: Bánfalvi Klára)
- 1970-1971: Hotel Duna Intercontinental (partnerek: Chappy, Izsmán Nelli, Pálffy Zsuzsa, Alfonzó, Szécsi Pál)
- 1972:      New York (főnök: Kardos Magda), Emke Rest
- 1973:      Toronto (partner: Orlay Jenő "Chappy"), Hollandia (Rotterdam)
- 1974:      Hotel Palace Regina Bár (partner: F. Tóth Lajos és Beamter Bubi)
- 1975:      Fekete Macska Bár (partner: Radó Iván)
- 1976:      Toronto (partner: Dobos Zoli), Hungarian Village Rest
- 1977:      Hollandia, Svédország (Stockholm), Dánia (Koppenhága)
- 1978:      Hotel Royal (partner: Beamter Bubi), Rotterdam (6 hónap)
- 1979-1980: Hollandia, Norvégia (Oslo), Grand Hotel
- 1981:      Amsterdam, Rotterdam
- 1982-1983: Casanova Pianó Bár
- 1984:      Margitszigeti Nagyszálló (partner: Nádas Gábor)
- 1984-1994: Restaurant Stadtkrug, Bécs (főnök: Bentzur Vilmos)
- 1994-1996: Hotel Korona
- 1996-2000: Hotel Intercontinental
- 2001:      Bazilika Kávéház, Étterem
- 2002-2006: Kispipa Vendéglő, Komédiás Kávéház
- 2007:      Kispipa Vendéglő, Komédiás Kávéház, Spinoza Kávéház
- 2008-2010: Spinoza Kávéház, Komédiás Kávéház
- 2011-:     Spinoza Kávéház